# Galt, Khövsgöl
Galt (tiếng Mông Cổ: Галт, với lửa) là một sum của tỉnh Khövsgöl tại miền bắc Mông Cổ. Vào năm 2009, dân số của sum là 5.132 người.

## Lịch sử
Sum Galt được thành lập, dưới cái tên Ider và là một phần của tỉnh Arkhangai, vào năm 1931. Vào năm 1933, nó có khoảng 2.500 cư dân trong 687 hộ gia đình, và khoảng 72.000 đầu gia súc. Năm 1942, nó được nhập vào tỉnh Khövsgöl, năm 1956 nó được nhập vào sum Chandmani, năm 1959 nó được tái lập dưới cái tên Galt. Đến năm 1963, sum Zürkh trở thành một phần của Galt. Trong giai đoạn 1956 - 1990, Galt là trụ sở của negdel Ideriin Undraa.

## Địa lý
Sum có diện tích khoảng 3.600 km². Trung tâm sum, Ider (tiếng Mông Cổ: Идэр), nằm cách tỉnh lị Mörön 168 km về phía nam và cách thủ đô Ulaanbaatar 837 km. Cách trung tâm sum 25 km về phía nam có một suối nước nóng tên là Salbartyn Rashaan.

### Khí hậu
Khí hậu bán khô hạn là kiểu khí hậu chủ yếu trong khu vực. Nhiệt độ trung bình hàng năm tại đây là 2 °C. Tháng ấm nhất là tháng 6, khi nhiệt độ trung bình là 22 °C và lạnh nhất là tháng 1, với -21 °C.  Lượng mưa trung bình hàng năm là 316 milimét. Tháng mưa nhiều nhất là tháng 7, với lượng mưa trung bình 81 mm và khô nhất là tháng 2, với lượng mưa 2 mm.

## Kinh tế
Năm 2004, có khoảng 183.000 đầu gia súc, trong đó có 83.000 con cừu, 78.000 con dê, 10.000 bò nhà và bò yak, 11.000 con ngựa và 64 con lạc đà.